# Petradoria pumila
 Petradoria pumila  (Nutt.) Greene, 1895 è una specie di piante angiosperme dicotiledoni della famiglia delle Asteraceae, sottofamiglia Asteroideae, tribù Astereae (North American lineage) e sottotribù Solidagininae.  Petradoria pumila è anche l'unica specie del genere  Petradoria  Greene, 1895.

## Etimologia
Il nome generico (Petradoria) deriva dal greco petros (= roccia) e Doria, dal nome di Andrea Doria (1468-1560), ammiraglio della Repubblica di Genova. L'epiteto specifico ( pumila) deriva dal latino e significa "nano".
Il nome scientifico della specie è stato definito dai botanici Thomas Nuttall (1786-1859) e Edward Lee Greene (1843-1915) nella pubblicazione " Erythea; a Journal of Botany, West American and General. Berkeley, CA" (Erythea 3: 13) del 1895. Il nome scientifico del genere è stato definito nella stessa pubblicazione.

## Descrizione

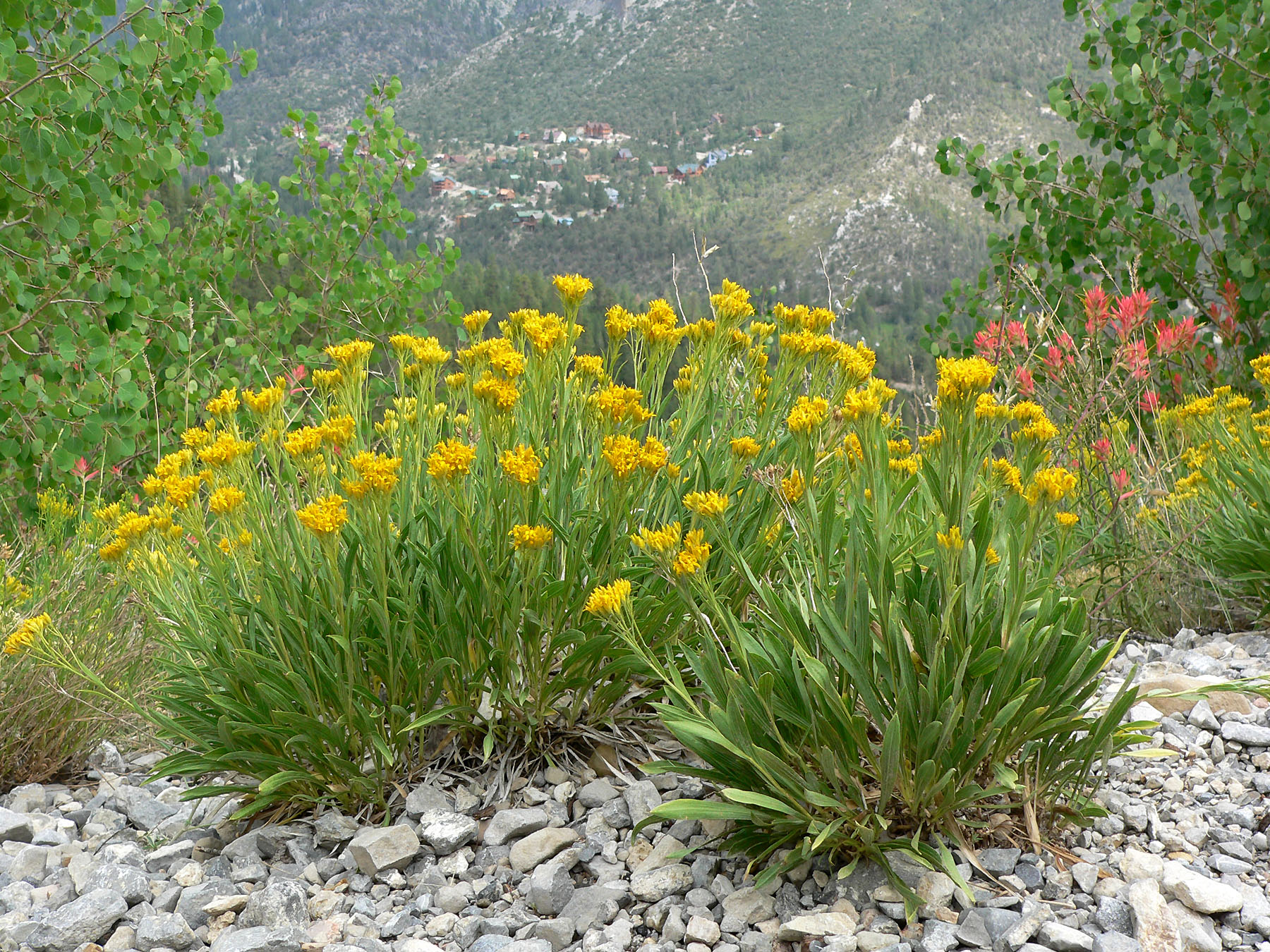
Il portamento

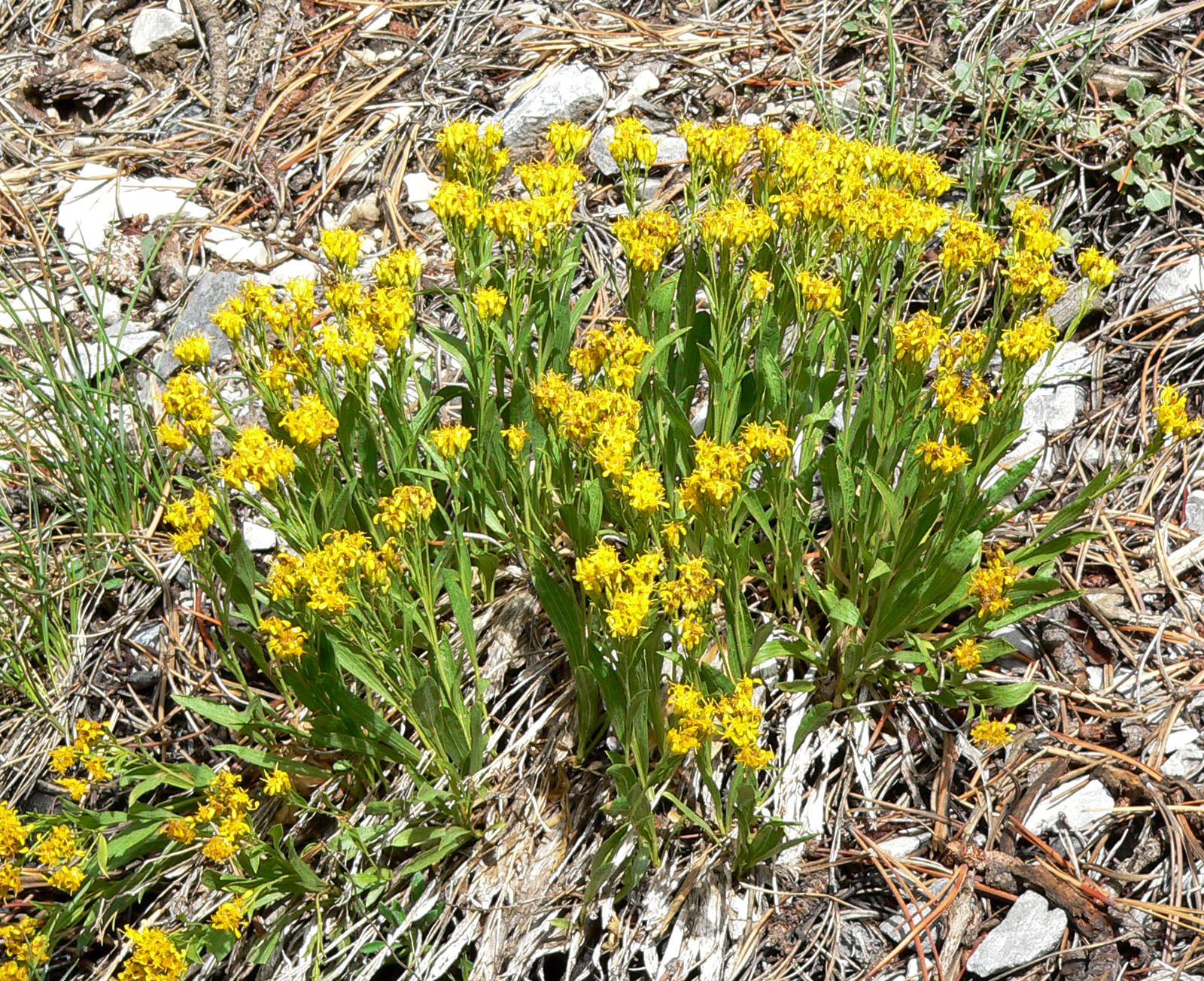
Infiorescenza

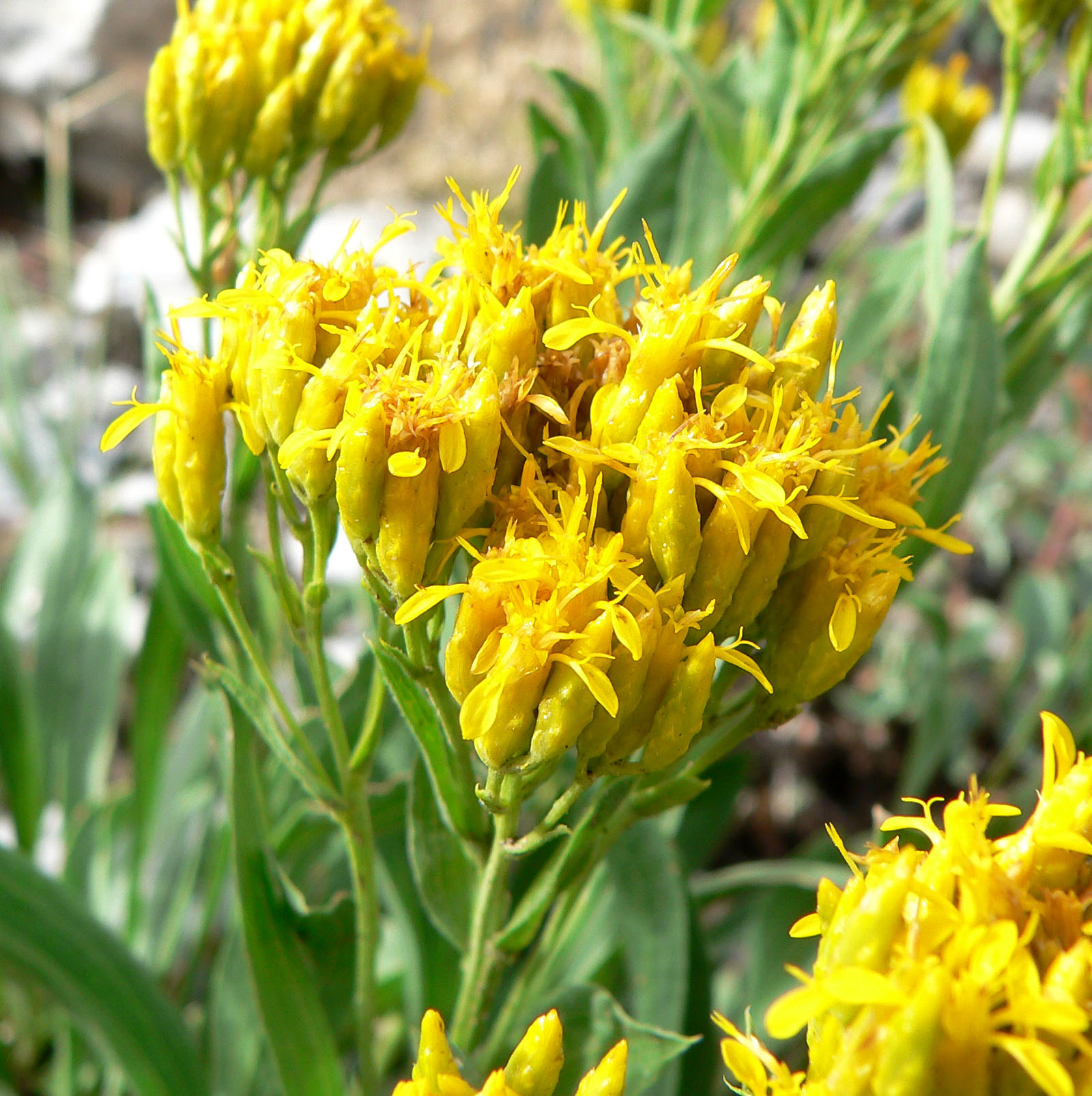
I fiori

Portamento. La specie di questa voce ha un habitus di tipo erbaceo suffrutescente (sono piante perenni).
Fusto. La parte aerea è eretta, semplice o ramosa; le superfici sono resinose o con punti ghiandolosi; i caudici sono legnosi. La parte sotterranea consiste in fittoni robusti. Altezza media: 8 - 30 cm.
Foglie. Le foglie, sia basali che cauline, sono disposte in modo alternato, picciolate o sessili. Quelle basali formano delle rosette persistenti. La lamina è semplice ma coriacea con forme da lineari a lanceolate o oblanceolate, i margini sono da interi a scabri. Quelle superiori sono piccole o ridotte. La superficie, percorsa da tre - cinque vene longitudinali prominenti, può essere punteggiata da ghiandole anche stipitate.
Infiorescenza. Le sinflorescenze sono composte da diversi capolini raccolti in dense formazioni panicolate-corimbose. Le infiorescenze vere e proprie sono composte da un capolino terminale lungamente peduncolato di tipo radiato con fiori eterogami. I capolini sono formati da un involucro, con forme da cilindriche a turbinate, composto da 10 - 21 brattee, al cui interno un ricettacolo fa da base ai fiori di due tipi: fiori del raggio e fiori del disco. Le brattee, con forme da ovate a oblunghe, con apici da troncati a attenuati, talvolta appena carenate e a consistenza erbacea nella parte apicale, sono disposte in modo più o meno embricato e scalato su 3 - 6 serie. Il ricettacolo, bucherellato, è privo di pagliette a protezione alla base dei fiori; la forma è convessa. Dimensione degli involucri: 5 – 9,5 × 1,3 – 3 mm.
Fiori. I fiori sono tetra-ciclici (formati cioè da 4 verticilli: calice – corolla – androceo – gineceo) e pentameri (calice e corolla formati da 5 elementi). Si distinguono in:
- fiori del raggio (esterni): sono da 1 a 3 per capolino, sono femminili e sono disposti su una sola serie; la forma è ligulata (zigomorfa);
- fiori del disco (centrali): sono più numerosi (da 2 a 4) con forme brevemente tubulose (attinomorfe); sono funzionalmente maschili.

- Formula fiorale:

*/x K {\displaystyle \infty }, [C (5), A (5)], G 2 (infero), achenio
- Calice: i sepali del calice sono ridotti ad una coroncina di squame.

- Corolla: 
  - fiori del raggio: la forma della corolla alla base è più o meno tubulosa, mentre all'apice è ligulata; la ligula può terminare con alcuni denti; il colore è giallo;
  - fiori del disco: la forma è imbutiforme-tubulare bruscamente divaricata in 5 lobi; i lobi, patenti o eretti, hanno una forma da lanceolata a triangolare; il colore è giallo o giallo-forte.

- Androceo: l'androceo è formato da 5 stami sorretti da filamenti generalmente liberi; gli stami sono connati e formano un manicotto circondante lo stilo; le teche (produttrici del polline) alla base sono troncate e sono lievemente auricolate (molto raramente sono speronate o hanno una coda); le appendici apicali delle antere hanno delle forme piatte e lanceolate; il tessuto endoteciale (rivestimento interno dell'antera) è quasi sempre polarizzato (con due superfici distinte: una verso l'esterno e una verso l'interno). Il polline è sferico con un diametro medio di circa 25 micron; è tricolporato (con tre aperture sia di tipo a fessura che tipo isodiametrica o poro) ed è echinato (con punte sporgenti).[11]name=eFloras> eFloras - Flora of North America, su efloras.org. URL consultato il 15 febbraio 2012.

- Gineceo: l'ovario è infero uniloculare formato da 2 carpelli.[7] Lo stilo (il recettore del polline) è profondamente bifido (con due stigmi divergenti, brevi o lunghi a seconda della specie) e con le linee stigmatiche marginali separate.[13] I due bracci dello stilo sono in genere lineari-lanceolati e papillosi.

Frutti. I frutti sono degli acheni con pappo; 
- achenio: gli acheni, con forme da cilindriche a lievemente compresse e superficie glabra, hanno 6 - 9 nervature longitudinali;
- pappo: il pappo (marrone) è formato da due serie di 30 - 60 setole barbate attenuate all'apice.

## Biologia
Impollinazione: tramite insetti (impollinazione entomogama tramite farfalle diurne e notturne).

Riproduzione: la fecondazione avviene fondamentalmente tramite l'impollinazione dei fiori.

Dispersione: i semi cadono a terra e vengono dispersi soprattutto da insetti come formiche (disseminazione mirmecoria). Un altro tipo di dispersione è zoocoria: gli uncini delle brattee dell'involucro (se presenti) si agganciano ai peli degli animali di passaggio che portano così i semi anche su lunghe distanze. Inoltre per merito del pappo il vento può trasportare i semi anche per alcuni chilometri (disseminazione anemocora).

## Distribuzione e habitat
La specie di questa voce è distribuita negli U.S.A. sud occidentali.

## Sistematica
La famiglia di appartenenza di questa voce (Asteraceae o Compositae, nomen conservandum) probabilmente originaria del Sud America, è la più numerosa del mondo vegetale, comprende oltre 23.000 specie distribuite su 1.535 generi, oppure 22.750 specie e 1.530 generi secondo altre fonti (una delle checklist più aggiornata elenca fino a 1.679 generi). La famiglia attualmente (2021) è divisa in 16 sottofamiglie; la sottofamiglia Asteroideae è una di queste e rappresenta l'evoluzione più recente di tutta la famiglia.

### Filogenesi
La tribù Astereae (una delle 21 tribù della sottofamiglia Asteroideae) comprende circa 40 sottotribù. In base alle ultime ricerche nella tribù sono stati individuati (provvisoriamente) 5 principali lignaggi:
- Basal grade: include alcuni generi isolati, il gruppo "South American-Oceania", alcune sottotribù africane e il gruppo dei generi legnosi del Madagascar.
- Bellis lineage: comprende le sottotribù eurasiatiche e una sottotribù africana.
- Aster lineage: include i generi asiatici di Asterinae e i principali gruppi dell'Australia e dell'Oceania.
- Baccharis lineage: include alcuni gruppi sudamericani.
- North American lineage: include la vasta gamma di sottotribù del Nordamerica, Messico e alcuni gruppi distribuiti nel Sudamerica.

Il genere  Petradoria (insieme alla sottotribù Pentachaetinae) è incluso nel lignaggio "North American lineage". La sottotribù attualmente è divisa in 6 gruppi informali. Il genere di questa voce appartiene al Stenotus group.
I caratteri distintivi della specie  Petradoria pumila sono:
- le foglie sono percorse da 3 – 5 evidenti vene parallele;
- le infiorescenze sono decisamente corimbose;
- i fiori del disco sono funzionalmente maschili;
- le setole del pappo sono disposte su 2 – 3 serie.

Il numero cromosomico delle specie di questo genere è: 2n = 18.

### Varietà
Per questa specie sono riconosciute le seguenti varietà:
- Petradoria pumila var. graminea (Wooton & Standl.) S.L.Welsh, 1983 - Distribuzione: Arizona, New Mexico e Utah.
- Petradoria pumila var. pumila - Distribuzione: U.S.A. sud occidentali.

### Sinonimi
Sono elencati alcuni sinonimi per questa entità:
- Aster pumilus (Nutt.) Kuntze
- Chrysoma pumila  Nutt.
- Solidago pumila  (Nutt.) Torr. & A.Gray